# Дора изследователката
„Дора изследователката“ (на английски: Dora the Explorer) е американски детски анимационен сериал, създаден от Крис Гифорд, Валери Уолш, Ерик Уинър за награда Еми през 2000 г.

## „Дора изследователката“ в България
В България сериалът се излъчва от 4 юли 2011 г. по TV7 с български дублаж. На 29 август 2011 г. започва повторно по Super 7. От 4 ноември 2013 започва излъчване по локалната версия на Nickelodeon със синхронен дублаж.
Войсоувър дублаж
| Преводачи           | Радослав Карталски Катерина Бързева                          |
| Озвучаващи артисти  | Ангелина Славова Мина Костова Милица Гладнишка Кирил Ивайлов |
| Тонрежисьори        | Красимира Семерджиева Венислава Аргова Елена Трайкова        |
| Режисьор на дублажа | Мария Бичева                                                 |

Нахсинхронен дублаж
| Роля     | Изпълнител                |
| -------- | ------------------------- |
| Дора     | Наталия Василева (Диалог) |
| Дора     | Татяна Етимова (Вокал)    |
| Ботичко  | Дайяна Димитрова          |
| Иса      | Татяна Етимова            |
| Хитранко | Анатолий Божинов          |
| Тико     | Цветослава Симеонова      |
| Карта    | Момчил Степанов           |

| Обработка              | Александра Аудио (2013) |
| ---------------------- | ----------------------- |
| Изпълнителен продуцент | Васил Новаков           |
| Музикален режисьор     | Сандра Петрова          |
| Преводач               | Бистра Благоева         |
| Тонрежисьор            | Пламен Чернев           |
| Режисьор на дублажа    | Симона Нанова           |